# Mark Vande Hei
Mark Thomas Vande Hei (10. listopadu 1966 Falls Church) je americký astronaut, 551. člověk ve vesmíru. Dvakrát pobýval na ISS, poprvé od září 2017 do února 2018 při Expedici 53 a 54, podruhé od dubna 2021 do března 2022 při Expedici 65 a 66.

## Život

### Vzdělání a vojenská kariéra
Narodil se v roce 1966 ve městě Falls Church ve státě Virginie. Střední školu navštěvoval v Minnesotě a dokončil ji v roce 1985, roku 1989 získal bakalářský titul z fyziky na Saint John's University v Minnesotě. Poté přešel na prestižní Stanfordovu univerzitu, kde v roce 1999 dokončil magisterské studium v oboru aplikované fyziky.
Již po dokončení bakalářského studia v roce 1989 začal spolupracovat s armádou, kde zastával funkci bojového inženýra. Po dokončení magisterského studia se stal asistentem v United States Military Academy ve West Pointu. Roku 2003 vstoupil do armády a v Iráku se účastnil operace Irácká svoboda.

### Osobní život
Je ženatý, má dvě děti.

## Kosmonaut
V roce 2006 začal pracovat pro NASA v Johnsonově vesmírném středisku. Zde působil jako komunikační důstojník, jeho zodpovědností byla komunikace s astronauty na Mezinárodní vesmírné stanici. V roce 2009 byl vybrán jako člen skupiny 20. astronautů NASA, základní výcvik dokončil v roce 2011.
V roce 2015 byla oznámena jeho nominace do Expedice 51 a Expedice 52. Start měl proběhnout v březnu 2017. Ale poté byl přidělen do Expedice 53/54. Na kterou letěl v lodi Sojuz MS-06 12. září 2017. Na Zemi se vrátil 28. února 2018 po 168 dnech, 5 hodinách a 14 minutách pobytu ve vesmíru. Během letu absolvoval čtyři výstupy do otevřeného prostoru o celkové délce 26 hodin a 42 minut.
Ke svému druhému letu se vydal 9. dubna 2021 v Sojuzu MS-18 a spolu s Olegem Novickým a Pjotrem Dubrovem stali se členy dlouhodobé Expedice 65 k ISS. Oproti zvyklostem se však Vande Hei – stejně jako Pjotr Dubrov – po jejím skončení nevrátil na Zemi, ale zůstal na ISS a stal se členem Expedice 66 s plánovaným návratem v březnu 2022. Díky tomu s oba 23. ledna posunuli na sdílené 10. místo v seznamu nejdelších jednotlivých letů v historii. Před koncem svého letu ještě postupně vystoupali až na sdílené 5. místo a Vande Hei 15. března v 16:25 UTC překonal americký rekord v délce jednotlivého letu, který od roku 2016 patřil astronautu Scottu Kellymu (340 dní, 8 hodin, 43 minut). Když Vande Hei s Dubrovem přistáli v Sojuzu MS-19 (pod velením Antona Škaplerova), ukazovala časomíra jejich letu 355 dní, 3 hodiny a 46 minut a celková délka obou Vande Heiových letů dosáhla 523 dní, 9 hodin a 0 minut.